# Gentiana siphonantha
Gentiana siphonantha är en gentianaväxtart som beskrevs av Carl Maximowicz och Kusnezow. Gentiana siphonantha ingår i släktet gentianor, och familjen gentianaväxter. Inga underarter finns listade i Catalogue of Life.